# لایبرتوولکویتس
لایبرتوولکویتس (به آلمانی: Liebertwolkwitz) یک منطقهٔ مسکونی در آلمان است که در لایپزیگ واقع شده‌است. لایبرتوولکویتس ۵٬۲۴۰ نفر جمعیت دارد.